# Дышне-Веденское сельское поселение
Дышне-Веденское се́льское поселе́ние — муниципальное образование в Веденском районе Чечни Российской Федерации.
Административный центр — село Дышне-Ведено.

## История
Статус и границы сельского поселения установлены Законом Чеченской Республики от 20 февраля 2009 года № 14-РЗ «Об образовании муниципального образования Веденский район и муниципальных образований, входящих в его состав, установлении их границ и наделении их соответствующим статусом муниципального района и сельского поселения».

## Население
| 2010  | 2012  | 2013  | 2014  | 2015  | 2016  | 2017  |
| ----- | ----- | ----- | ----- | ----- | ----- | ----- |
| 4834  | ↗4958 | ↗5082 | ↗5265 | ↗5418 | ↗5534 | ↗5569 |
| 2018  | 2019  | 2020  | 2021  | 2023  | 2024  |       |
| ↗5637 | ↗5674 | ↗5732 | ↗7411 | ↗7515 | ↗7598 |       |

## Состав сельского поселения
| № | Населённый пункт | Тип населённого пункта       | Население |
| - | ---------------- | ---------------------------- | --------- |
| 1 | Дышне-Ведено     | село, административный центр | ↗7598     |